# George Călinescu
George Călinescu (14 de juny de 1899, Bucarest - 12 de març de 1965, Otopeni) va ser un crític i historiador literari, escriptor i acadèmic romanès, personalitat enciclopèdica de la cultura i literatura romanesa, l'orientació de la qual va ser, segons alguns crítics, classicista, i segons altres italianista o humanística.
És considerat un dels més importants crítics literaris romanesos, juntament amb Titu Maiorescu o Eugen Lovinescu. Signava sempre els seus articles G. Călinescu, segons la moda del període d'entreguerres a Romania.

## Biografia
Neix a Bucarest el 14 de juny de 1899. El nen és criat per un funcionari dels "Ferrocarrils Romanesos", Constantin Călinescu, i per la seva esposa, Maria, a la casa on la mare veritable del nen treballava com a assistent domèstic. La família Călinescu, juntament amb el seu "assistent" i amb el nen, es traslladen a Botoşani, i després el funcionari Calinescu és transferit a Iaşi. Aquí Gheorghe Visan (el seu veritable cognom) és inscrit a l'escola "Carol I", al costat d'un internat.
L'any 1907, Maria Visan (la seva mare natural) accepta que els esposos Călinescu, que no tenien fills, ho adoptessin. Des d'aleshores es dirà Gheorghe Călinescu.
Es trasllada a Bucarest el 1908. A la seva infantesa no va arribar a destacar en gens, més aviat es va deixar embolicat en l'aura de la mediocritat. L'any 1929, es casa amb Alice Vera, filla d'uns petits propietaris bucarestians. L'episodi graciós de la primera trobada dels futurs marits està descrit detalladament en la novel·la de Călinescu "Carteja nun?ii" ("El llibre de les noces").

### Anys de formació
George Calinescu acaba els seus estudis de batxillerat en l'institut "Gheorghe Lazer", i més tard aprova els cursos de la Facultat de Lletres i Filosofia de Bucarest. Obté la seva llicència en Lletres el 1923. Arriba a ser professor d'italià en diversos instituts de Bucarest i de Timisoara, després va a Roma, amb una beca de dos anys oferta per la "Acadèmia de Romania", una institució de propaganda cultural romanesa, fondada pel professor i historiador romanès Vasile Pârvan.
Els professors que van marcar els seus anys d'estudiant van ser Ramiro Ortiz, qui ensenyava llengua i literatura italiana en la Facultat de Lletres i Filosofia de Bucarest, i Vasile Pârvan, un altre esperit enciclopèdic del període d'entreguerres, que era professor en la Universitat de Bucarest.
Entre el professor d'italià Ramiro Ortiz i l'estudiant va néixer una estreta amistat. Després dels anys, l'antic estudiant va confessar, sovint, que gràcies a aquest fi intel·lectual va arribar a tenir una "educació literària" excepcional : "Amb ell vaig aprendre a escriure llibres, amb el vaig aprendre l'ofici de la informació literària i de la construcció crítica sobre un substrat històric, gràcies a ell sigues tot el que sé". Sota la guia de Ramiro Ortiz, va començar a traduir de l'italià. Durant els seus anys universitaris va traduir la novel·la de Giovanni Papini, "Un home finit", i una part de la novel·la de Giovanni Boccaccio, el "Decameró". També escoltant al consell d'Ortiz, comença la seva col·laboració amb la revista "Roma", el primer nombre de la qual va ser publicat en gener de 1921, i comença a viatjar juntament amb els seus companys d'universitat en Itàlia, també el 1921. El primer llibre que va escriure va ser en italià, "Alcuni missionari catolici italiani nella Moldàvia nei secoli XVII i XVIII", llibre que va ser publicat el 1925, i que tracta de la propaganda del Vaticà a Moldàvia, com a mesura de contradir a la reforma luterana. L'estudiant va publicar 68 documents descoberts en els Arxius del Vaticà.
Si en Bucarest, juntament amb el professor Ortiz, va tenir la revelació de la seva vocació creativa, en la capital d'Itàlia, la fixació de Calinescu va ser en Vasile Pârvan, director de "Şcoala Română", actualment "Acadèmia de Romania". Pârvan va representar el tercer pal de la formació de la personalitat de Calinescu, després de Titu Maiorescu i Ramiro Ortiz. El jove va ser al mateix temps captivat per l'erudició i poder de treball, com per la visió de l'existència que tenia Pârvan.
Cap a aquest "pare" espiritual es va dirigir sempre Calinescu, quan les dificultats de la vida semblaven derrotar-ho. Ell va observar que Pârvan tenia una habilitat intel·lectual normal, però, malgrat la seva "normalitat", la seva ment estava "exercitada en totes les seves potències", el treball per a ell significava ascesis, i l'esforç constant per aconseguir un ideal es transformava en una filosofia existencial. La vida és efímera, però l'home pot vèncer a la mort i a l'oblit a través de les seves creacions, i el que segueix un propòsit en la seva transitòria existència terrestre ha de ser pres com a model i símbol d'ànima ardent : "...si no pot arribar cadascun a ser un Pârvan, cadascun veu en ell un ensenyament, és a dir una forma a la qual podrien arribar si estarien disposats a fer alguns sacrificis".

## Tornada a la literatura romanesa
Edita també les revistes "Sinteza" el 1927 i "Capricorn" el 1930. La seva aventura acaba amb un fracàs financer, però a les pàgines d'aquestes revistes descobreix la recepta de la crítica aplicada a la literatura romanesa. Les dues revistes constitueixen d'aquesta manera un tipus de polígon d'intents. Potser la més fèrtil experiència és la de cronista en la revista "Viaţa românească", començada el 1931, la revista és coordinada pel crític literari Garabet Ibraileanu. Arriba a ser Doctor en Lletres el 1936, a la Universitat de Iasi, amb una tesi sobre "Avatarii faraonului Tla", una novel·la pòstuma de Mihai Eminescu, descoberta i valorada primerament per ell. De fet havia extret un capítol del seu propi volum, "Opera lui Mihai Eminescu", que hi havia dactilografiat i enviat als membres de la comissió. Després serà nomenat conferenciari de literatura romanesa en la Facultat de Lletres de la Universitat d'Iasi. El 1945 es trasllada a la Universitat de Bucarest.

### Col·laboracions en revistes literàries
Entre 1933 i 1934 ha estat membre del comitè dirigent de la revista "Viata româneasca". A Bucarest col·labora amb la prestigiosa "Revista Fundatiilor Regali", fins a 1947, any de l'abdicació del rei Mihai, que va significar també la fi de la revista.
Publica també, "Jurnalul literar" (1939). Va dirigir les revistes "Jurnalul literar" i "Lumea" ("El món"), i els periòdics "Tribuna poporului" i "Na?iunea". Després de 1947 publica en les revistes "Gazeta literari" (que va arribar a ser "România literara") i "Contemporanul". Ha col·laborat també en les revistes "Roma", "Universul literar", "Via?a literar?", "Sburatorul" o "Gândirea".

## Activitat d'investigació i acadèmica
L'any 1945 és nomenat professor de "Història de la literatura romanesa" en la Universitat de Bucarest. Va ser també professor universitari en la Facultat de Lletres de Iasi i en la Facultat de Lletres i Filosofia de Bucarest, en dues etapes. Arriba a ser conferenciari de la Facultat de Lletres de la Universitat de Iasi el 1937, un any després de la mort del seu predecessor, Garabet Ibrrileanu, i ensenya literatura i estètica. Després de 1947 la Facultat va passar a anomenar-se Facultat de Filologia. A partir de 1945 arriba a ser professor en la Facultat de Lletres de la Universitat de Bucarest. No obstant això, és allunyat de la seva posició, malgrat haver-se afirmat en el període d'entreguerres com un intel·lectual demòcrata, amb idees d'esquerra, i en els anys 50 arriba a ser director de l'Institut de Teoria literària i Folklore, que després de la seva mort serà anomenat en el seu honor. Coordinarà la revista de l'Institut (1952-1965). Serà professor de renom en la Facultat de Lletres de Bucarest l'any 1961.

### Activitat com a crític literari
És l'autor d'estudis fonamentals sobre escriptors romanesos : "Viata lui Mihai Eminescu", "Opera lui Mihai Eminescu", "Viata lui Ion Creanga", etc. Publica, després de 1945, estudis i assajos sobre la literatura universal : "Impressions sobre la literatura espanyol", "Escriptors estrangers". L'estudi "Estetica basmului" ("L'estètica dels contes populars") completa l'espectre de les preocupacions del crític i historiador literari, ja que aquest estava preocupat pel folklore romanès i la poètica dels contes populars.
Va publicar també monografies, en volums separats, dedicats a Mihai Eminescu, Ion Creang, Nicolae Filimon o Grigore Alexandrescu (1932-1962), altres nombrosos estudis, assajos, conferències, va escriure milers de cròniques literàries en desenes de revistes d'abans de la primera guerra mundial, del període d'entreguerres, i, fins a l'any de la seva mort l'any 1965.

### Novel·lista, poeta i dramaturg
Escriu novel·les amb clara intenció polèmica (tipus Balzac), objectiu, emprant la tercera persona, novel·les anomenades "dòriques" en la terminologia de Nicolae Manolescu, qui ho va usar en el seu estudi sobre la novel·la romanesa, "Arca lui Noe", novel·les que comencen sovint amb la descripció de la decoració de les cases on té lloc l'acció de la novel·la.
La primera novel·la de Calinescu, "Enigma Otiliei" ("L'enigma d'Otilia"), narra el conte d'un amor infeliç, entre els joves Felix i Otilia, mentre que "Carteja nuntii" és un assaig sobre el matrimoni, sota la forma d'una novel·la, seguit per "Bietul Ioanide" ("El pobre Ioanide") i "Scrinul negru", que tenen com a personatge central a l'arquitecte Ioanide, i l'acció del qual està en el període d'entreguerres i també durant l'època de la "República Popular Romanesa".
El títol de la novel·la "Scrinul negru" ve d'un objecte mobiliari real que va pertànyer a Calinescu. George Calinescu va escriure també versos : "Lauda lucrurilor"; teatre : "Sun, mit mongol"; notes de viatge; i "Cronicile mizantropului" ("Les cròniques del misantrop") es van convertir sobtadament, després de 1947, en "Cronicile optimistului" ("Les cròniques de l'optimista").